# 篠原 (甲斐市)
篠原（しのはら）は、山梨県甲斐市の大字。「丁目」の設定のない単独町名である。旧中巨摩郡竜王町篠原、旧竜王村、人口は7985人、世帯数は3127世帯（2022年4月現在）。面積は2.03km²。

## 地理
甲府盆地の中央、甲斐市の南に位置し、甲斐市竜王・西八幡・万才・富竹新田、昭和町西条新田が隣接する。篠原の多くは住宅地となっており、篠原には甲斐市役所本庁舎があり、甲斐市の中枢を担っている。
篠原には国道が通過していないが、篠原のすぐ近くを国道20号（竜王バイパス）が通過している。

### 篠原の自治会
篠原には以下の自治会が置かれている。
- 上篠原区
- 古村区
- 新居区
- 仲新居区
- 田中区
- 田中2区
- 榎東区
- 榎西区

## 歴史
- 1725年（享保10年） - 山県大弐が甲斐国巨摩郡北山筋篠原村（現在の篠原）に生まれたとされる。
- 2004年（平成16年）9月1日 - 中巨摩郡竜王町が同郡敷島町、北巨摩郡双葉町と合併したことにより[3][4]、中巨摩郡竜王町篠原から甲斐市篠原に変更される[4]。

## 世帯数と人口
2022年（令和4年）4月現在（甲斐市発表）の世帯数と人口は以下の通りである。
| 町丁 | 行政区   | 世帯数    | 人口    |
| ---- | -------- | --------- | ------- |
| 篠原 | 全域     | 3,501世帯 | 7,985人 |
| 篠原 | 上篠原区 | 559世帯   | 1,137人 |
| 篠原 | 古村区   | 1,083世帯 | 2,481人 |
| 篠原 | 新居区   | 645世帯   | 1,578人 |
| 篠原 | 仲新居区 | 424世帯   | 970人   |
| 篠原 | 田中区   | 469世帯   | 1,038人 |
| 篠原 | 田中2区  | 42世帯    | 77人    |
| 篠原 | 榎東区   | 384世帯   | 807人   |
| 篠原 | 榎西区   | 244世帯   | 501人   |

### 人口の変遷
出典:甲斐市人口統計より
| 統計年                | 人口  | 人口   | 人口 |
| --------------------- | ----- | ------ | ---- |
| 2004年（平成16年）9月 | 8,273 | [ 6 ]  |      |
| 2005年（平成17年）9月 | 8,299 | [ 7 ]  |      |
| 2006年（平成18年）9月 | 8,326 | [ 8 ]  |      |
| 2007年（平成19年）9月 | 8,252 | [ 9 ]  |      |
| 2008年（平成20年）9月 | 8,217 | [ 10 ] |      |
| 2009年（平成21年）9月 | 8,203 | [ 11 ] |      |
| 2010年（平成22年）9月 | 8,125 | [ 12 ] |      |
| 2011年（平成23年）9月 | 8,058 | [ 13 ] |      |
| 2012年（平成24年）9月 | 8,061 | [ 14 ] |      |
| 2013年（平成25年）9月 | 8,022 | [ 15 ] |      |
| 2014年（平成26年）9月 | 8,053 | [ 16 ] |      |
| 2015年（平成27年）9月 | 8,155 | [ 17 ] |      |
| 2016年（平成28年）9月 | 8,230 | [ 18 ] |      |
| 2017年（平成29年）9月 | 8,194 | [ 19 ] |      |
| 2018年（平成30年）9月 | 8,200 | [ 20 ] |      |
| 2019年（令和元年）9月 | 8,126 | [ 21 ] |      |
| 2020年（令和02年）9月 | 8,099 | [ 22 ] |      |
| 2021年（令和03年）9月 | 8,033 | [ 23 ] |      |
| 2022年（令和02年）5月 | 7,988 | [ 24 ] |      |

## 施設

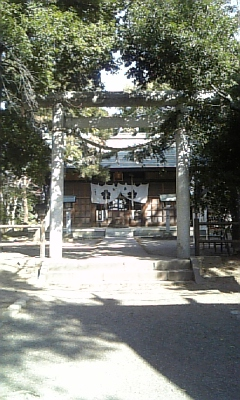
山縣神社

### 公共
- 甲斐市役所
- 竜王北部公民館
- 甲斐市竜王ふれあい館

### 寺社
- 山縣神社
- 八幡神社

- 牛頭天王社

## 教育

### 高等学校
篠原には、高等学校はない。ただし、東海大学付属甲府高等学校の竜王グラウンドが存在する。

### 中学校
篠原には、竜王中学校がある。

### 小学校
篠原には、竜王小学校と竜王南小学校がある。

### 幼稚園・保育園・こども園
篠原には、かおり幼稚園、アソビスイッチ篠原保育園、学校法人鷹野学園 あおばこども園がある。

### 小・中学校の学区
市立小・中学校の学区（校区）は以下の通りである。
| 大字 | 行政区                          | 小学校               | 中学校             |
| ---- | ------------------------------- | -------------------- | ------------------ |
| 篠原 | 上篠原区、古村区、新居区        | 甲斐市立竜王小学校   | 甲斐市立竜王中学校 |
| 篠原 | 田中区、田中2区、榎東区、榎西区 | 甲斐市立竜王南小学校 | 甲斐市立竜王中学校 |
| 篠原 | 仲新居区                        | 甲斐市立玉幡小学校   | 甲斐市立玉幡中学校 |

## 交通

### 道路
- 県道25号甲斐中央線
- 県道5号甲府南アルプス線

### バス
- 甲斐市民バス
  - 竜王〜双葉線
  - 山梨大学医学部付属病院線